# STS–100
Az STS–100 jelű küldetés az amerikai űrrepülőgép-program 104., a Endeavour űrrepülőgép 16. repülése.

## Jellemzői
A beépített kanadai Canadarm (RMS) manipulátor kart 50 méter kinyúlást biztosított (műholdak indítás/elfogása, külső munkák [kutatás, szerelések], hővédőpajzs külső ellenőrzése) a műszaki szolgálat teljesítéséhez.

## Első nap
2001. április 19-én a szilárd hajtóanyagú gyorsítórakéták, Solid Rocket Booster(SRB) segítségével Floridából, a Cape Canaveral (KSC) Kennedy Űrközpontból, a LC39–A (LC–Launch Complex) jelű indítóállványról emelkedett a magasba. Az orbitális pályája 91,59 perces, 51,5 fokos hajlásszögű, elliptikus pálya perigeuma 331 kilométer, az apogeuma 375 kilométer volt. Felszálló tömeg indításkor 103 506 kilogramm, leszálló tömeg 99 742 kilogramm. Szállított hasznos teher 4899 kilogramm

## Hasznos teher
A Kanadai Űrügynökség elkészíttette a modernebb, nagyobb teherbírású Canadarm2 (SSRMS)  manipulátort, ami a Nemzetközi Űrállomáson (ISS) folyó szerelési/karbantartási munkákhoz volt szükséges. Nem egy fix pontra telepített, szükség szerint áthelyezhető (később vezetősínt kapott). Az űrrepülőgép rakteréből Jeffrey Ashby a Canadarm manipulátor kar segítségével emelte ki, majd a szerelés alatt tartotta. A Canadarm2 robotkar  nagymértékben elősegítette az űrállomás építését. Háromszor annyi tömeget képes mozgatni, mint az űrrepülőgép Canadarm manipulátora. 57,7 méter távolságba képes kinyúlni. Karbantartás, javítás esetén szétszerelhető. Biztosították a MPLM teherkonténer csatlakozását, így a szállított logisztikai anyagokat (víz, élelmiszer, ruházat, kutatási- szerelési anyagok, tartalék alkatrészek) egyszerűbben lehet kipakolni. Visszafelé elhelyezték a kutatási anyagokat, szemetet, majd a modult beemelték az űrrepülőgép rakterébe. A küldetés vége előtt ellenőrizték az állomás műszaki állapotát.

### Űrséták
Hadfield az első kanadai űrhajós aki űrsétát végezhetett. Az első űrséta (kutatás, szerelés) alatt felszerelték az Ultra-High Frequency (UHF) kommunikációs antennát, tartalék alkatrészeket rögzítettek az ISS külső felületére. Megkezdték kicsomagolni a Canadarm2-t. A második űrsétán a Canadarm2-t felszerelték az ISS külső felületére, rögzítették a vezérlő automatikát. Eltávolították az előző 100 kilogrammos kommunikáció antennát. Dokkoló kialakításával biztosították az olasz Raffaello logisztikai modul érkezésének helyét.
(zárójelben a dátum és az időtartam)
- EVA 1: Hadfield és Parazynski  (2001. április 22., 7 óra 10 perc)
- EVA 2: Hadfield és Parazynski  (2001. április 24., 7 óra 40 perc)

## Tizenegyedik nap
2001. május 1-jén Kaliforniában az Edwards légitámaszponton (AFB) szállt le. Összesen 11 napot, 21 órát, 31 percet és 14 másodpercet töltött a világűrben. 7 900 000 kilométert (4 300 000 mérföldet) repült, 186 alkalommal kerülte meg a Földet. Egy különlegesen kialakított Boeing 747 tetején visszatért kiinduló bázisára.

## Személyzet
(zárójelben a repülések száma az STS–100 küldetéssel együtt)
- Kent Vernon Rominger (5), parancsnok
- Jeffrey Shears Ashby (3), pilóta
- Chris Austin Hadfield (2), küldetésfelelős – Kanadai Űrügynökség (CSA)
- John Lynch Phillips (1), küldetésfelelős
- Scott Edward Parazynski (4), küldetésfelelős
- Umberto Guidoni (2), küldetésfelelős – Olasz Űrügynökség (ESA)
- Jurij Valentyinovics Loncsakov (1), küldetésfelelős – Orosz Szövetségi Űrügynökség  (RKA)

### Visszatérő személyzet
- Kent Vernon Rominger (5), parancsnok
- Jeffrey Shears Ashby (3), pilóta
- Chris Austin Hadfield (2), küldetésfelelős
- ohn Lynch Phillips (1), küldetésfelelős
- Scott Edward Parazynski (4), küldetésfelelős
- Umberto Guidoni (2), küldetésfelelős
- Jurij Valentyinovics Loncsakov (1), küldetésfelelős